# Hnojník (zámek)
Hnojník je zámek v obci Hnojník na řece Stonávce v okrese Frýdek-Místek z první poloviny 18. století, který vznikl přestavbou původního sídla z 15. století. Roku 1964 byl zařazen na seznam kulturních památek. Empírová budova je obklopena parkem z poloviny 18. století, ve kterém se nacházely barokní sochy či plastika svatého Jana Nepomuckého. V současné době je zámek s celým areálem veden v seznamu ohrožených nemovitých památek.

## Historie
Zámek, stojící v centru obce, je spojen se šlechtickým rodem Beesů z Chrostiny. Původně zde však měla už v 15. století stát tvrz, jejímž majitelem byl Stašek z Hnojníka. V 16. století se držitelem sídla stal Václav Pelhřim z Třanovic, který se stal v roce 1565 hejtmanem těšínského knížectví. V 17. století pak Hnojník vlastnil šlechtický rod Wildau z Lindenwiese. V roce 1736 tvrz koupil Karel Václav Bees z Chrostiny a nechal ji přestavit v barokním slohu na jednoposchoďový zámek. Současnou podobu ve stylu slezského empíru, získal zámek v první polovině 19. století za Jiřího III. Beese. Autorem přestavby byl rakouský architekt Josef Kornhäusel. V roce 1897 došlo za majitele Jiřího IV. Beese ke zvýšení budovy o jedno patro. Tuto dostavbu má na svědomí těšínský architekt Ludvík Kametz. Od té doby zámek sloužil rodině Beesů jako letní sídlo.

### Osudy zámku ve 20. století
Na hnojnickém zámku přespal v roce 1930 při cestě na Těšínsko i tehdejší československý prezident Tomáš Garrigue Masaryk . Sídlo aktivně sloužilo Beesovým do roku 1936, kdy zemřela Vilemína Beesová. Poslední šlechtický majitel se poté zdržoval spíše ve Vídni a Moravské Ostravě. Během války spravoval zámek H. Klingermann z Berlína, který zde žil do roku 1945. V posledním roce války se v budově také usadilo německé vojenské velitelství.
V listopadu 1945 byl majetek Beesů Okresním národním výborem v Českém Těšíně podle pokynů Benešových dekretů zestátněn. Následně se stal sídlem místního národního výboru, Státních lesů a Výzkumného ústavu. Ve zbylých prostorách byly zřízeny byty. V letech 1947-48 proběhly na budově úpravy interiérů, část mobiliáře byla v této době odvezena do depozitářů hradu Šternberk, kde zůstal uložen až do roku 1999. Stejný osud postihl také zdejší knihovnu. V 50. letech došlo k opravě venkovní fasády. V roce 1966 zámek odkoupil Státní statek Hnojník a ustavil zde své ředitelství. V prvním poschodí byla zřízená svatební síň místního národního výboru. V devadesátých letech přešel zámek do soukromého vlastnictví.

### Současnost

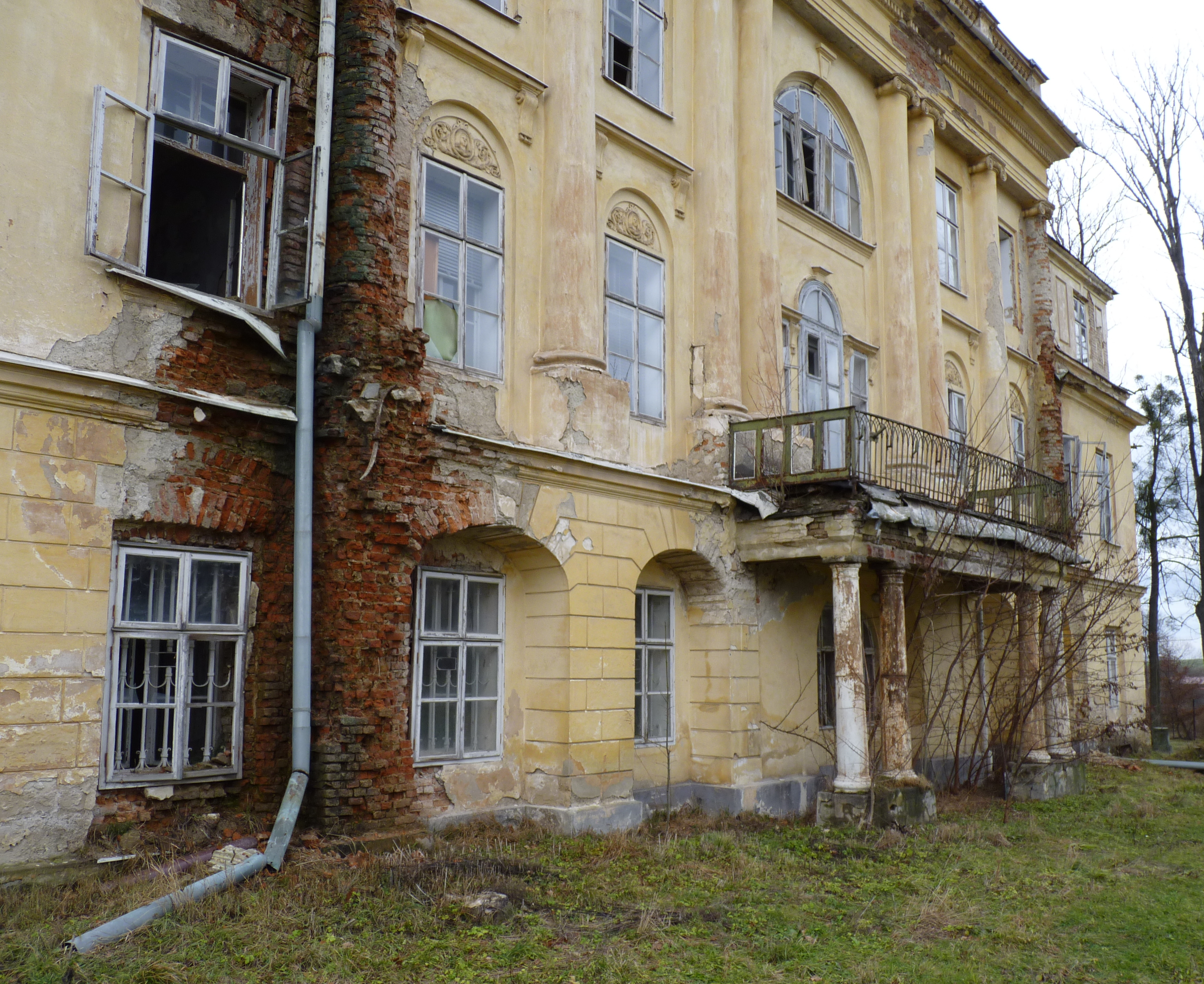
Stav před rekonstrukcí (2012)

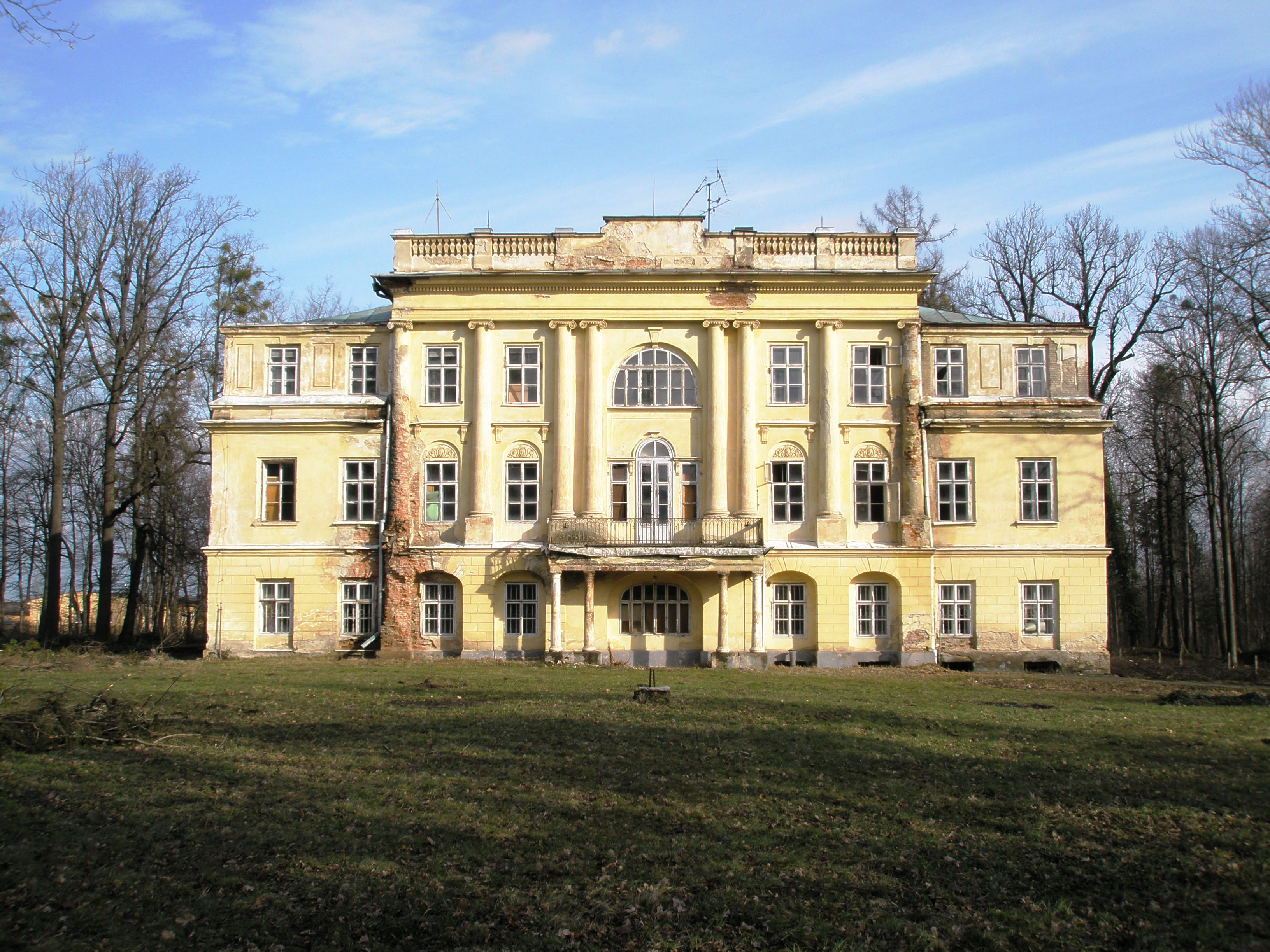
Stav před rekonstrukcí (2023)

V roce 2000 zakoupil nemovitost prostřednictvím firmy Fleet Wood švýcarský podnikatel Jürg Debrunner. O čtyři roky později však správu zdevastovaného zámku musel převzít Úřad pro zastupování státu ve věcech majetkových. Debrunner byl totiž ve Švýcarsku souzen za majetkovou trestnou činnost a veškerý jeho majetek byl zastaven. V roce 2008 získal zámek nového majitele. Stala se jím firma AAron House. Po odhaleném podvodu se o rok později stala majitelkou důchodkyně Jaroslava Krejčí. Kvůli chybějícím penězům na opravu však zároveň dala zámek opět k prodeji. V roce 2010 byla tedy stavba prodána španělské firmě Copersa corporation, která se stala zatím posledním majitelem. Plány na opravu zámku se ale neuskutečnily a architektka Barbara Potysz, která s majiteli spolupracovala, jejich důvěryhodnost již na konci roku 2010 zpochybnila. V roce 2013 uložily Národní památkový ústav v Ostravě a Městský úřad v Třinci majitelům provést základní úpravy, aby zabránili další devastaci objektu; jejich provedení pak musel Třinec vymáhat pokutou ve výši půl milionu korun. Majitel pak zajistil provedení těchto úprav až v červenci 2014 po vyhlášení exekuce na pokutu, ke kterému došlo o měsíc dřív. V roce 2019 budovu zámku zakoupili Igor Kotlán a Pavel Petr, spolumajitelé skupiny škol PRIGO., kteří nyní zámecký areál spravují v rámci společnosti The Beess Foundation, s.r.o. Zámek i zahrada se postupně opravují, a to za použití soukromých i veřejných zdrojů. Využívají ho společnosti a neziskové organizace ze skupiny PRIGO. Na podzim roku 2024 došlo k otevření kavárny a parku, které jsou přístupné pro veřejnost.

## Popis budovy

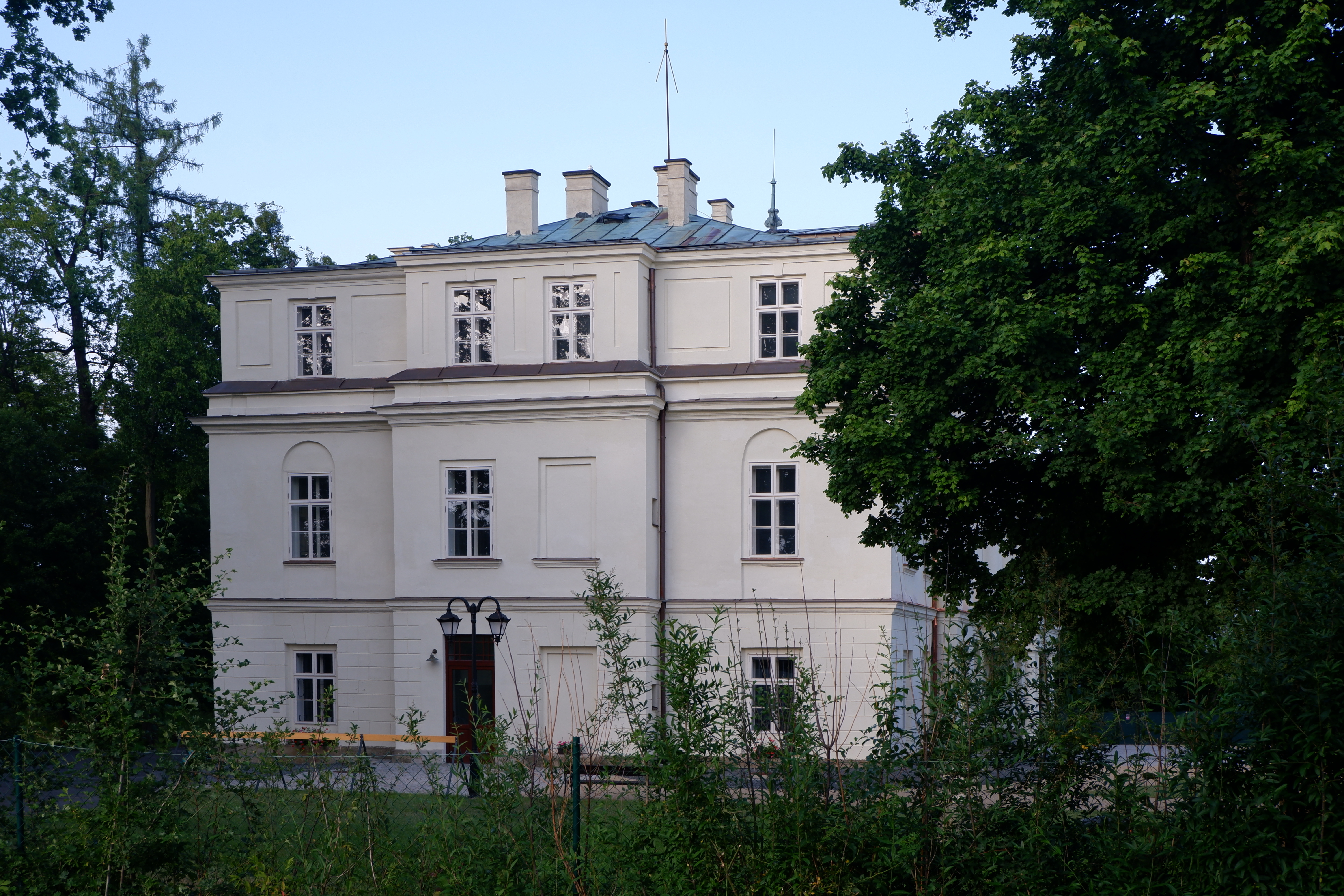
Západní průčelí (2025)

Zámek má obdélný půdorys. Svými delšími stranami je natočena k severu a k jihu, svými kratšími zase na západ a na východ. Jedná se o dvoupatrovou budovu (přízemí a dvě nadzemní patra) s plochou střechou. Ze všech stran tvoří fasádu v přízemním patře ploché vyznačení zdiva neboli bosáž, která je od prvního patra oddělena kordonovou římsou. Nejreprezentativnější částí zámku je jižní průčelí, směřující do parku. V jeho střední části se nachází bohatě zdobený rizalit, kteréhož součástí jsou iónské polosloupy vedoucí od prvního do druhého patra. Rizalit nahoře ukončuje atika s balustrádou.

## Zajímavosti
V roce 2002 se zde točil dvoudílný televizní film na motivy románu Zdeňka Zapletala Kobova garáž.